# Llista de jocs d'Avalon Hill
Aquesta llista de jocs d'Avalon Hill inclou jocs publicats per Avalon Hill com a desenvolupador i publicador independent, la seva subsidiària Victory Games, les seves divisions de videojocs i com a marca de Hasbro.

## Avalon Hill original
Contingut: Top - 0-9 A B C D E F G H I J K L M N O P Q R S T U V W X Y Z
Alguns d'aquests jocs van ser desenvolupats per altres cases i reimpreses o republicades per AH.

### 0-9 (AH)
- 1776 - la Guerra d'Independència dels Estats Units (1974)
- 1830 - els magnats dels ferrocarrils (1986)
- 1914 - la 1a Guerra Mundial (1968)

### A (AH)
- Acquire (1962)
- Adel Verpflichtet (també amb el nom de By Hook Or Crook) (1991)
- Advanced Squad Leader - combat tàctic a nivell de companyia a la 2a Guerra Mundial (1985)
- Advanced Third Reich - la 2a Guerra Mundial en alta estratègia (1992)
- Afrika Korps - la 2a Guerra Mundial al Nord d'Àfrica (1964, 1965, 1977)
- Age of Renaissance - conduir Barcelona, Gènova o Venècia de l'Edat Mitjana al Renaixement (1996)
- Air Assault on Crete - batalla de la 2a Guerra Mundial (1978)
- Air Baron (1996)
- Air Force (1980)
- Alexander the Great - el conqueridor macedoni(1975)
- Alpha Omega (1980)
- Amoeba Wars (1981)
- Anzio - batalla de la 2a Guerra Mundial (1969, 1971, 1974, 1978)
- Arab-Israeli Wars - guerres entre Israel i diversos dels seus veïns (1977)
- Atlantic Storm - la batalla de l'Atlàntic a la 2a Guerra Mundial (1997)
- Assassin (1993)
- Attack Sub - la batalla de l'Atlàntic a la 2a Guerra Mundial (1991)
- Auto Racing (1979)

### B (AH)
- B-17, Queen of the Skies - bombardejos a la 2a Guerra Mundial (1983)
- Bali (1980)
- Baseball Strategy - joc esportiu (1973)
- Basketball Strategy - joc esportiu (1973)
- Battle for Italy (1983)
- Battle of the Bulge - contraatac de les Ardenes a la 2a Guerra Mundial (1964, 1981, 1991)
- Beat Inflation (1975)
- Bismarck - l'enfonsament del Bismarck a la 2a Guerra Mundial (1962, 1979)
- Black Spy (1981)
- Blackbeard - pirates del Carib al segle xvii (1991)
- Blitzkrieg (1965)
- Book of Lists (1979)
- Bowl Bound (1978) - futbol americà universitari
- Breakout: Normandy (1993)
- Bureaucracy (1981)
- Business Strategy (1973)

### C (AH)
- Caesar - Caesar at Alesia (1976)
- Caesar's Legions (1975)
- Chancellorsville - batalla de la Guerra Civil dels Estats Units (1961, 1974)
- Challenge Golf at Pebble Beach (1976)
- Circus Maximus - carreres de carros a la Roma imperial (1980)
- Civil War (1961)
- Civilization - portar Babilònia, Egipte, Assíria o Creta del Neolític a l'Edat del Ferro (1982)
  - Advanced Civilization (1991)
- Class Struggle (1982)
- The Collector (1977)
- Conquistador (1983)
- Crescendo of Doom - kit d'expansió (1980)
- Cross of Iron - kit d'expansió (1979)

### D (AH)
- D-Day (1961, 1965, 1971, 1977, 1991)
- Dark Emperor (1985)
- Devil's Den (1985)
- Diplomacy - pactes, promeses i mentides en l'Europa pre-1a Guerra Mundial (1961, 1977)
- Dispatcher (1961)
- Down With the King (1981)
- Dragon Pass (1984)
- Dragonhunt (1982)
- Dune - una bona adaptació de la novel·la de Frank Herbert (1979)

### E (AH)
- Empire of the Rising Sun - expansió al Pacífic del joc Third Reich (1995)
- Empires in Arms - alta estratègia en les Guerres Napoleòniques (1986)
- Enemy in Sight (1981)
- Executive Decision (1981)

### F (AH)
- Facts in Five (1976)
- Feudal (1976)
- Firepower - combat tàctic contemporani (1984)
- Flat Top - combat entre portaavions en la batalla del Mar del Corall, a la 2a Guerra Mundial (1981)
- Flight Leader (1986)
- Football Strategy - joc esportiu (1972)
- Foreign Exchange (1979)
- Fortress Europa (1980)
- France 1940 (1972)
- Freedom in the Galaxy (From SPI)
- Fury in the West (1979)

### G (AH)
- The Game of Dilemmas (1982)
- The Game of Inventions (1984)
- Game of Slang
- Game of Trivia (1981)
- Gangsters (1992)
- Guerilla - combats entre govern i guerrilla en algun país centreamericà (1994)
- Geronimo - la colonització de l'Oest i la desaparició dels pobles nadius (1995)
- Gettysburg - la batalla crucial de la Guerra Civil dels Estats Units (1958, 1961, 1964, 1977, 1988, 1989)
- GI: Anvil of Victory - kit d'expansió (1982)
- Gladiator - lluites cos a cos entre gladiadors a la Roma imperial (1981)
- Gold! (1981)
- Greed (1986)
- Guadalcanal (1966, 1992)
- Guns of August - la 1a Guerra Mundial a nivell estratègic (1981)
- Gunslinger - duels al Far West (1983)

### H (AH)
- Hannibal: Rome vs. Carthage - la Segona Guerra Púnica (1996)
- Hexagony (1980)
- History of the World - de Babilònia a la 1a Guerra Mundial, tot inclòs (1993)
- Hitler's War - la 2a Guerra Mundial en estratègia simplificada (2001)
- Hundred Days Battles (1983)

### I (AH)
- Icebergs
- IDF (Israeli Defence Force) - les guerres de supervivència d'Israel (1993)
- Image (1979)
- Intern (1979)

### J (AH)
- James Bond 007 (1983, un joc de rol)
- Journeys of St. Paul (1968)
- Jutland (1967, 1974)

### K (AH)
- Kampfgruppe Peiper I - combats en l'ofensiva de les Ardennes per al sistema ASL (1993)
- Kampfgruppe Peiper II - combats en l'ofensiva de les Ardennes per al sistema ASL (1996)
- Kingmaker (1974)
- Knights of the Air (1987)
- Kremlin - poder, supervivència i Sibèria a la nomenklatura (1988)
- Kriegspiel (1970)

### L (AH)
- Le Mans (1961)
- Legend of Robin Hood (1980)
- London's Burning (1996)
- The Longest Day - tot el Desembarcament de Normandia a nivell operacional (1980)
- Lords of Creation (1983, un joc de rol)
- Luftwaffe (1971)

### M (AH)
- Machiavelli (1980)
- Management (1961)
- Magic Realm - aconseguida barreja entre joc de tauler i joc de rol (1978)
- MBT - guerres hipotètiques amb els exèrcits actuals (1989)
- Midway (1964, 1991)
- Monsters Menace America - paròdia del cinema de monstres (1998)
- Moonstar (1981)
- Mystic Wood (1980)

### N (AH)
- Napoleon (1977)
- Napoleon at Bay (1983)
- Napoleon's Battles (1989)
- Naval War (1983)
- New World - la conquesta d'Amèrica (1990)
- Nieuchess (1961)

### O (AH)
- OD (1985)
- Oh Wah Ree (1976)
- On To Richmond (1998)
- Origins of World War II (1971)
- Outdoor Survival (1972)

### P (AH)
- Panzer Armee Afrika (1982)
- Panzerblitz (1970)
- Panzergruppe Guderian (1984)
- Panzerkrieg (1983)
- Panzer Leader (1974)
- Past Lives (1988)
- Patton's Best - joc solitari, conduir un tanc Sherman a la 2a Guerra Mundial (1987)
- Paydirt (1979) -- American football
- Pennant Race (1983) -- baseball
- The Peter Principle (1981)
- Platoon - recreació de la pel·lícula d'Oliver Stone
- Point of Law (1979)
- Powers & Perils (1983, un joc de rol)
- Pro Golf (1982)

### R (AH)
- Republic of Rome - conduir una família patrícia al control del senat de la Roma Republicana (1990)
- Rail Baron (1977)
- Regatta (1979)
- Richthofen's War - combat aeri en la 1a Guerra Mundial (1972)
- Rise and Decline of the Third Reich - la 2a Guerra Mundial en gran estratègia (1976, 1981)
  - Advanced Third Reich - ampliació de la complexitat del joc (1992)
- Risque (1985)
- Road Kill (1993)
- Roads to Gettysburg (1994)
- RuneQuest - (1984, un joc de rol de Chaosium, però el 1983 AH va signar un contracte amb Chaosium per obtenir els drets de publicació de la tercera edició del joc, drets dels que va gaudir entre 1984 i 2003)
- The Russian Campaign - l'Operació Barbarroja en la 2a Guerra Mundial (1974, 1976)
- Russian Front (1985)

### S (AH)
- Samurai (1980)
- Shakespeare (1970)
- Slapshot (1982) -- hockey
- Sleuth (1981)
- Source of the Nile - exploració d'Àfrica (1979)
- Speed Circuit (1971, 1977)
- Spices of the World (1988)
- Squad Leader - combat tàctic a la 2a GM (1977)
  - Cross of Iron - kit d'expansió (1978)
  - Crescendo of Doom - kit d'expansió (1979)
  - GI: Anvil of Victory - kit d'expansió (1982)
  - Advanced Squad Leader (1985) - revisió i amplicació del joc Squad Leader
- Squander (1965)
- Stalingrad (1963, 1974)
- Starship Troopers - recreació de la novel·la de Robert A. Heinlein (1976, 1997)
- Statis Pro Baseball (1978) -- cartes dels jugadors actualitzades fins a 1992
- Statis Pro Basketball (1978) -- cartes dels jugadors actualitzades fins a 1992
- Statis Pro Football (1978) -- cartes dels jugadors actualitzades fins a 1992
- Stocks and Bonds (1978)
- Stock Market (1970)
- Stonewall Jackson's Way - combats de la Guerra Civil dels Estats Units (1992)
- Stonewall in the Valley - combats de la Guerra Civil dels Estats Units (1995)
- Stonewall's Last Battle - combats de la Guerra Civil dels Estats Units (1996)
- Storm Over Arnhem - l'Operació Horta de la 2a Guerra Mundial (1981)
- Struggle of Nations (1982)
- Submarine - combats navals en la 2a Guerra Mundial (1978)
- Successors - la lluita entre els generals d'Alexandre el Gran per controlar el seu imperi (1997)
- Superstar Baseball - joc esportiu (1978)

### T (AH)
- Tactics (1952, 1983)
- Tactics II (1958, 1961, 1972)
- Third Reich - estratègia a gran escala de la 2a Guerra Mundial (1976, 1981)
  - Advanced Third Reich (1992)
- Titan - combats entre monstres fantàstics (1982)
- Titan: the Arena - (1997)
- Tokyo Express
- Trireme (1980)
- Tobruk (1975)
- Tuf (1969)
- Tuf*Abet (1969)
- Turning Point Stalingrad (1989)
- TV Wars (1987)
- TwixT (1976)

### U (AH)
- U-Boat (1959, 1961)
- UFO (1978)
- Up Front - joc de cartes sobre combats tàctics de la 2a Guerra Mundial a nivell de secció (1983)

### V (AH)
- Venture (1983)
- Verdict II (1961)
- Victory in the Pacific - Pacific War (1977)
- Vikings

### W (AH)
- War and Peace (1980)
- War at Sea - Batalla de l'Atlàntic (1976)
- War at Sea II (1980)
- Waterloo - l'última batalla de Napoleó (1962)
- Wizards (1982)
- Wizard's Quest (1979)
- Wooden Ships and Iron Men - combat naval de 1776 a 1814 (1975)
- Word Power (1967)
- Wrasslin (1990) -- simulació de lluita lliure

### Y (AH)
- Yanks (1987)
- Year of the Lord (1968)
- Yellowstone (1985)

## Victory Games
Contingut: Top - 0-9 A B C D E F G H I J K L M N O P Q R S T U V W X Y Z

### 0-9 (VG)
- 1809 (1984)
- 2nd Fleet (1986)
- 3rd Fleet (1990)
- 5th Fleet (1989)
- 6th Fleet (1985)
- 7th Fleet (1987)

### A (VG)
- A Nightmare on Elm Street (1987)
- Across 5 Aprils (1992)
- Aegean Strike {1986}
- Ambush! - joc solitari de combat tàctic en la 2a Guerra Mundial (1983)

### B (VG)
- Battle Hymn (1986)

### C (VG)
- Carrier (1990)
- Central America (1987)
- The Civil War: 1861-1865 (1983)
- Cold War (1984)

### F (VG)
- Flashpoint Golan (1991)
- France 1944 (1986)

### G (VG)
- The Gulf Strike (1983)

### H (VG)
- Hell's Highway - l'Operació Horta de la 2a Guerra Mundial (1983)

### J (VG)
- James Bond 007 (1983)

### K (VG)
- The Korean War (1986)

### L (VG)
- Lee vs. Grant (1988)

### M (VG)
- Mosby's Raiders - joc en solitari sobre la Guerra Civil dels Estats Units (1985)

### N (VG)
- NATO: The Next War in Europe (1983)

### O (VG)
- Omaha Beachhead (1987)
- Open Fire (1987)

### P (VG)
- Pacific War (1985)
- Panzer Command (1984)
- Pax Britannica (1985)
- The Peloponnesian War (1991)

### S (VG)
- Shell Shock (1992)

### T (VG)
- Theater Analysis Model (1983)
- Tokyo Express (1988)

### V (VG)
- Vietnam (1984)

## Videojocs
Contingut: Top - 0-9 A B C D E F G H I J K L M N O P Q R S T U V W X Y Z

### A (VJ)
- Achtung Spitfire! (1997)
- Andromeda Conquest (1982)
- Avalon Hill's Advanced Civilization (1995)

### B (VJ)
- B-1 Nuclear Bomber (1981)

### C (VJ)
- Cave Wars (1996)

### D (VJ)
- Death Trap
- Defiance (sota Visceral Productions) (1998)

### E (VJ)
- Empire of the Overmind (1981)

### G (VJ)
- GFS Sorceress (1982)

### H (VJ)
- History of the World (1997)

### L (VJ)
- London Blitz
- Lords of Karma (1980)

### M (VJ)
- Midway Campaign

### N (VJ)
- North Atlantic Convoy Raider
- Nukewar

### O (VJ)
- Over the Reich (1996)
- Out of Control

### P (VJ)
- Planet Miners

### R (VJ)
- Ripper!

### S (VJ)
- Shuttle Orbiter
- Space Station Zulu (1982)

### T (VJ)
- Third Reich (1996)

### U (VJ)
- Under Fire (1985)

### W (VJ)
- Wall Ball)
- Wooden Ship & Iron Men (1996)

## Hasbro Avalon Hill
Contingut: Top - 0-9 A B C D E F G H I J K L M N O P Q R S T U V W X Y Z
Alguns d'aquests jocs van ser desenvolupats originalment per altres empreses i redissenyats o republicats per AH. Els marcats com a reedició ja eren jocs d'AH abans que Hasbro comprés l'empresa.

### A (Hasbro)
- Acquire (reedició, 1999)
- Axis and Allies (Edició Revisada; joc original de Milton Bradley, 2003)
- Axis and Allies: Battle of the Bulge (2006)
- Axis and Allies: D-Day (2004)
- Axis and Allies: Europe (1999)
- Axis and Allies: Miniatures (2005)
- Axis and Allies: Pacific (2001)

### B (Hasbro)
- Battle Cry (2000)
- Betrayal at House on the Hill (2004)

### C (Hasbro)
- Cosmic Encounter (joc original d'Eon Games, 2000)

### D (Hasbro)
- Diplomacy (reedició, 1999)

### G (Hasbro)
- The Great Dalmuti (joc original de Wizards of the Coast, 2005)
- Guillotine (joc original de Wizards of the Coast, 2005)

### H (Hasbro)
- History of the World (reedició, 2001)

### M (Hasbro)
- Monsters Menace America (redisseny de Monsters Ravage America, 2005)

### N (Hasbro)
- Nexus Ops (2005)

### R (Hasbro)
- Risk 2210 A.D. - Risk variant (2001)
- Risk Godstorm - Risk variant (2004)
- RoboRally (joc original de Wizards of the Coast, 2005)
- Rocketville (2006)

### S (Hasbro)
- Stratego Legends - Stratego variant (1999)
- Star Wars - The Queen's Gambit (2000)
- Sword and Skull (2005)

### V (Hasbro)
- Vegas Showdown (2005)